# Centre des sciences de l'environnement, des pêches et de l'aquaculture (Royaume-Uni)

Le Centre pour les sciences de l'environnement, de la pêche et de l'aquaculture  (en anglais :Centre for Environment, Fisheries and Aquaculture Science-Cefas) est une agence exécutive du département de l'Environnement, de l'Alimentation et des Affaires rurales) (en anglais : Department for Environment, Food and Rural Affairs-Defra). Elle mène une vaste gamme d'activités de recherche, de conseil, de conseil, de surveillance et de formation pour un grand nombre de clients dans le monde entier. 
Cefas emploie plus de 550 personnes basées principalement dans deux laboratoires spécialisés au Royaume-Uni, mais également dans de petits bureaux situés dans les ports de Scarborough, Hayle et Plymouth . En 2014, le Cefas a établi une base permanente au Moyen-Orient en ouvrant un bureau au Koweït et, depuis, a ouvert un bureau à Oman. Ils exploitent également un navire de recherche océanique, le RV Cefas Endeavour.

## Histoire
Anciennement connue sous le nom de Direction de la recherche halieutique, son nom et son statut ont été modifiés en 1997 en «Centre pour les sciences de l'environnement, de la pêche et de l'aquaculture» (Cefas). À ce moment-là, il est devenu une agence exécutive de ce qui était alors le ministère de l'Agriculture, de la Pêche et de l'Alimentation (Royaume-Uni) et est maintenant le département de l'Environnement, de l'Alimentation et des Affaires rurales (Defra). 
Le principal client du Cefas est leur société mère, le Defra. Ils travaillent également pour des ministères internationaux et britanniques (centraux et locaux), la Banque mondiale, la Commission européenne, l’Organisation des Nations unies pour l'alimentation et l'agriculture (FAO), des organisations commerciales, des organisations non gouvernementales et environnementales, des régulateurs et des organismes d’application, autorités locales et autres organismes publics.

## Laboratoires
Laboratoire de Lowestoft :
En 1902, la Marine Biological Association of the United Kingdom a ouvert une sous-station à Pakefield, dans la banlieue de Lowestoft, dans le Suffolk, afin de mener des recherches sur le secteur de la pêche. Cela faisait partie de la contribution du Royaume-Uni au nouveau Conseil international pour l'exploration de la mer (CIEM). En 1921, la station avait été élargie pour inclure un laboratoire doté d'installations expérimentales pour développer les études biologiques sur la pêche et la prévision des stocks de poisson. En 1927-1928, le laboratoire menar la toute première enquête systématique sur les pêcheries du lac Victoria.
Après la seconde guerre mondiale, des installations de radiobiologie ont été mises en place pour conseiller sur l’élimination des substances radioactives en mer. Les recherches à bord du navire de recherche arctique nouvellement acquis, le RV Ernest Holt, ont établi un lien important entre les concentrations de morue exploitables et la température de l'eau et les voies de migration identifiées. Les itinéraires de migration des stocks de plie ont été identifiés et la détérioration de la pêche au hareng en mer du Nord a été étudiée. De ce travail novateur sont venues des théories sur les tendances de la pêche et des populations de poissons, qui sont désormais reconnues à l’échelle internationale.
Le laboratoire a été transféré sur son site actuel sur les falaises de la région de Kirkley (en) en 1955. Le site a été agrandi dans les années 60 et 80 pour répondre aux besoins des programmes de surveillance de la qualité du milieu marin, sur la contamination marine et radioactive en mer.
Laboratoire de Conwy :
Les recherches à Conwy ont commencé en 1918 pour trouver une méthode plus efficace de purification des moules. Les réservoirs de purification des moules de Conway Corporation ont été repris par le Conseil de l'agriculture et de la pêche de l'époque. Les recherches se sont étendues au développement de techniques de culture en écloserie, d'abord sur l'huître indigène, puis dans les années 1960, sur l'huître du Pacifique, travail qui constitue désormais la base de l'industrie de la culture des bivalves au Royaume-Uni. 
Le laboratoire a été agrandi dans les années 70 afin d'accroître la capacité de recherche sur d'autres aspects de la culture des mollusques et des crustacés, de traiter les problèmes écologiques et de gestion de diverses pêcheries de coquillages. Des recherches plus récentes ont délaissé la conchyliculture au profit de l'écologie des eaux côtières. Ce travail a été transféré au laboratoire de Weymouth lorsque les installations de Conwy ont été fermées en 2001.
Laboratoire de Weymouth :
Le laboratoire de Weymouth a été créé en 1969 avec quatre employés, spécialement pour étudier la cause d’une maladie chez le saumon. Le laboratoire a été agrandi dans les années 1970 et 1980 afin d'étudier les risques de maladies graves menaçant le développement de l'industrie piscicole. Au cours des années 1980, les recherches ont été orientées vers la détermination des résidus de médicaments dans le poisson destiné à la consommation humaine et des problèmes environnementaux associés à la libération de médicaments en provenance d'exploitations piscicoles. 
Les nouvelles responsabilités en matière d'inspection et de surveillance découlant des directives de la CE ont entraîné une nouvelle expansion dans les années 90. Celles-ci portaient sur la santé des poissons d’eau douce et de mer et l’hygiène microbiologique des mollusques. Cela a eu pour effet de surcharger les installations existantes. En 1994, un nouveau laboratoire, abritant des équipements ultramodernes et les installations les plus modernes, a été ouvert.
Le laboratoire de Weymouth est la base de l'inspection de la santé du poisson (FHI).
Il est également le laboratoire national de référence de l'Union européenne et du Royaume-Uni pour la surveillance de la contamination bactériologique et virale des mollusques bivalves.

### Laboratoire deBurnham-on-Crouch
Le laboratoire Burnham a été créé en 1953 en tant que premier laboratoire de pêche spécialement conçu à cet effet par le ministère. Le rôle du laboratoire a été élargi en 1957 pour englober les travaux sur la pollution et, à partir du milieu des années 1960, il a commencé à jouer un rôle de premier plan dans l'étude des problèmes de protection de l'environnement, à l'exception de ceux liés aux déchets radioactifs. En 1970, l'objectif général des travaux était de déterminer les effets de l'élimination des déchets sur les ressources de poissons et de mollusques et crustacés du commerce, de l'extraction de minéraux et d'hydrocarbures, ainsi que des travaux d'ingénierie et de développement. 
Le laboratoire de Burnham héberge le système britannique de notification des produits chimiques offshore, qui gère l'utilisation et le rejet de produits chimiques par l'industrie pétrolière britannique. Le système est réglementé par le département de l'Énergie et du Changement climatique (DECC), sur la base des avis scientifiques et environnementaux du Cefas et du Fisheries Research Services (FRS). Le laboratoire a été fermé en décembre 2008 et les travaux ont été transférés au laboratoire Lowestoft.

## Navires
| - RV Huxley (1899-1902) - SY Hildegarde et SY Hiawatha (1912–1914) - SS Joseph & Sarah Miles (1920–1922) - RV George Bligh (1921–1939) - RV Onaway (1930–1960) - RV Platessa (1946–1967) - RV Ernest Holt (1946–1971) | - RV Sir Lancelot (1947–1960 - RV Tellina (1960–1981) - RV Clione (1961–1988) - RV Corella (1967–1983) - RV Cirolana (1970–2003) - RV Corystes (1988–2003) - RV Cefas Endeavour (2003–present) |